# Morse (Saskatchewan)
Morse es un pueblo canadiense situado en la provincia de Saskatchewan.

## Superficie
Morse tiene una superficie de 1,54 km².

## Demografía
En 2021, tenía 216 habitantes, una densidad poblacional de 140,3 hab./km², y 152 viviendas.